# Sunčeva termoelektrana SEGS
Sunčeva termoelektrana SEGS (engl. Solar Energy Generating Systems) je trenutno najveća sunčeva termoelektrana u svijetu. Sastoji se od 9 sunčevih polja u pustinji Mojave (Kalifornija), gdje je insolacija među najvećim u SAD. Sunčeva termoelektrana SEGS I–II (44 MW) je smještena u mjestu Daggett, SEGS III–VII (150 MW) je smještena u mjestu Kramer Junction i SEGS VIII–IX (160 MW) je smještena u mjestu Harper Lake. Ukupna instalirana snaga je 354 MW. U noćnim satima kada više nema dovoljno sunčeve energije, dodatno se koristi prirodni plin za pogon parnih turbina. 
Električna energija koju proizvodi sunčeva termoelektrana SEGS dovoljna je za 232 500 domaćinstava. Ipak 90% električne struje iz elektrane se proizvodi uz pomoć Sunčeve energije. U elektrani se nalazi ukupno 396 384 paraboličnih kolektora, koji zauzimaju površinu od 6,5 km2. Ogledala se oštećuju ponekad zbog snažnog vjetra, tako da se godišnje oko 3 000 zamijeni s novim. U slučaju jakog vjetra moguće je ogledala spustiti na zemlju i zaštititi. Postoji i automatski sustav za pranje ogledala.
Sunčeva svjetlost koja se odbija od paraboličnog zrcala, nakon čega se koncentrira u žarištu, koristi kao radno sredstvo sintetičko ulje unutar vakuumirane staklene cijevi (Dewarova cijev ili vakumirano staklo), koje se grije i do 400 °C. Odbijena Sunčeva svjetlost u žarištu paraboličnih kolektora ima intenzitet 71 do 80 puta veći od normalne Sunčeve svjetlosti. Zagrijano sintetičko ulje se prenosi do kotla, u kojem se grije voda i pretvara u prezasićenu vodenu paru, koja pokreće parnu turbine (Rankineov ciklus). 
Sunčeva termoelektrana SEGS je puštena u pogon između 1984. i 1991. Sama elektrana zapošljava oko 140 zaposlenika.
| Sunčevo polje                                                 | Godina gradnje | Mjesto      | Neto kapacitet turbine | Površina | Temperatura ulja | Ukupna proizvodnja električne energije (MWh) | Ukupna proizvodnja električne energije (MWh) |
|                                                               |                |             | (MW)                   | (m2)     | (°C)             | 1996.                                        | prosječno 1998. – 2002.                      |
| ------------------------------------------------------------- | -------------- | ----------- | ---------------------- | -------- | ---------------- | -------------------------------------------- | -------------------------------------------- |
| SEGS I                                                        | 1984           | Daggett     | 14                     | 82 960   | 307              | 19 900                                       | 16 500                                       |
| SEGS II                                                       | 1985           | Daggett     | 30                     | 165 376  | 316              | 36 000                                       | 32 500                                       |
| SEGS III                                                      | 1986           | Kramer Jct. | 30                     | 230 300  | 349              | 64 170                                       | 68 555                                       |
| SEGS IV                                                       | 1986           | Kramer Jct. | 30                     | 230 300  | 349              | 61 970                                       | 68 278                                       |
| SEGS V                                                        | 1987           | Kramer Jct. | 30                     | 250 500  | 349              | 71 439                                       | 72 879                                       |
| SEGS VI                                                       | 1988           | Kramer Jct. | 30                     | 188 000  | 391              | 71 409                                       | 67 758                                       |
| SEGS VII                                                      | 1988           | Kramer Jct. | 30                     | 194 280  | 391              | 70 138                                       | 65 048                                       |
| SEGS VIII                                                     | 1989           | Harper Lake | 80                     | 464 340  | 391              | 139 174                                      | 137 990                                      |
| SEGS IX                                                       | 1990           | Harper Lake | 80                     | 483 960  |                  | 141 916                                      | 125 036                                      |
| Sources: Solargenix Energy, KJC Operating Company, IEEE, NREL |                |             |                        |          |                  |                                              |                                              |

## Nesreća na elektrani
U veljači 1999. eksplodirao je spremnik s 3 400 m3 terminola na sunčevoj termoelektrani SEGS II (u mjestu Daggett), te se stvorio plamen i gusti dim. Vatrogasci su uspjeli zagasiti požar prije nego što je uhvatio susjedne spremnike sumporne kiseline i natrijevog hidroksida. 